# إبراهيم فضيل
إبراهيم فضيل (بالديفهية: އިބްރާހީމް ފަޒީލް) (مواليد 9 أكتوبر 1980 في ماليه) لاعب كرة قدم مالديفي دولي يجيد اللعب في مركز الهجوم . يلعب حاليا لصالح نادي فيكتوري المالديفي منذ سنة 2008 .

## روابط خارجية
- إبراهيم فضيل على موقع الاتحاد الدولي (مؤرشف)  (الإنجليزية)
- إبراهيم فضيل على موقع قاعدة بيانات كرة القدم.إي يو (الإنجليزية)
- إبراهيم فضيل على موقع ناشيونال فوتبول تيمز (الإنجليزية)
- إبراهيم فضيل على موقع Soccerway.com (الإنجليزية)